# 藻岩 (小惑星)
藻岩（もいわ、5146 Moiwa）は小惑星帯の小惑星である。北海道の上田清二と金田宏が発見した。
札幌市の藻岩山に因んで名付けられた。